# 장치 구성 오버레이
장치 구성 오버레이(Device configuration overlay, DCO)는 하드 디스크의 기능을 제한시킨다. ATA-6에서 추가되었다. DCO를 사용하여 여러 사이즈로 제작된 HDD를 같은 섹터 수를 가지는 고정된 크기의 HDD로 구성이 가능하다. BIOS를 통해 확인이 불가능하며 특별한 ATA명령을 통해 접근이 가능하다.

## 같이 보기
- GUID 파티션 테이블